# Kevin Kelly
Kevin Kelly (né en 1952) est le rédacteur en chef américain, fondateur du magazine Wired et un ancien rédacteur en chef/éditeur de la Whole Earth Review. Il a également été écrivain, photographe, écologiste et étudiant de la culture asiatique et numérique.

## Biographie
Kelly est né en Pennsylvanie en 1952 et est diplômé au lycée de Westfield au New Jersey, en 1970. Grâce à son père (un cadre de Time qui a utilisé l'analyse des systèmes dans son travail) Kelly a développé un intérêt précoce pour la cybernétique. Il est allé à l'Université de Rhode Island pendant un an et a étudié la géologie.
Kelly a beaucoup voyagé, en Asie par exemple. En voyageant au Moyen-Orient, il a eu une expérience de conversion et est devenu un chrétien né de nouveau et a été élevé catholique[pas clair].
Kelly vit à Pacifica en Californie, une petite ville côtière au sud de San Francisco. Il est marié à la biochimiste Gia-Miin Fuh et a trois enfants : Kaileen, Ting et Tywen. Il regrette de ne pas avoir eu de quatrième enfant.
Parmi les engagements personnels de Kelly, il y a une campagne pour faire un inventaire complet de toutes les espèces vivantes sur terre, un effort également connu sous le nom d'entreprise linnéenne. Il est également en train de séquencer son génome et co-organise le Bay Area Quantified Self Meetup Group.

## Carrière
Kelly a commencé à rédiger des articles indépendants pour CoEvolution Quarterly en 1980, alors qu'il vivait à Athènes, en Géorgie. À cette époque, il éditait également son propre magazine de démarrage appelé Walking Journal et travaillait dans un laboratoire d'épidémiologie pour subvenir à ses besoins.
Il a été embauché en 1983 par le fondateur de Whole Earth Catalog, Stewart Brand, pour éditer certaines des éditions ultérieures du Whole Earth Catalog, de la Whole Earth Review et de Signal. Avec Brand, Kelly a aidé à fonder le WELL, une communauté virtuelle influente. En tant que directeur de la Fondation Point, il a parrainé la première conférence des hackers en 1984.
En 1992, Kelly a été embauchée par Louis Rossetto pour servir de rédacteur en chef de Wired. Kelly a apporté au magazine la vision sociale cybernétique des publications Whole Earth et leur style de travail en réseau, tout en recrutant des écrivains et des éditeurs du WELL. Kelly a démissionné de son poste de rédacteur en chef en 1999 et son titre actuel chez Wired est Senior Maverick. En partie en raison de sa réputation de rédacteur en chef de Wired, il est noté comme participant et observateur de la cyberculture.
Les écrits de Kelly sont apparus dans de nombreuses autres publications nationales et internationales telles que The New York Times, The Economist, Time, Harper's Magazine, Science, Veneer Magazine, GQ et Esquire. Ses photographies ont paru dans Life et dans d'autres magazines nationaux américains[réf. nécessaire].
La publication d'un livre de Kelly, Out of Control: The New Biology of Machines, Social Systems, and the Economic World (1992), présente une vue sur les mécanismes d'une organisation complexe. Le thème central du livre est que plusieurs domaines de la science et de la philosophie contemporaines vont dans le même sens : « l'intelligence n'est pas organisée dans une structure centralisée mais bien plus comme une ruche de petits composants simples ». Kelly applique ce point de vue aux organisations bureaucratiques, aux ordinateurs intelligents et au cerveau humain.
Kelly a aidé à fonder la Fondation All Species,. Kelly était un conseiller futuriste sur le film réalisé par Steven Spielberg Minority Report.

## Œuvres

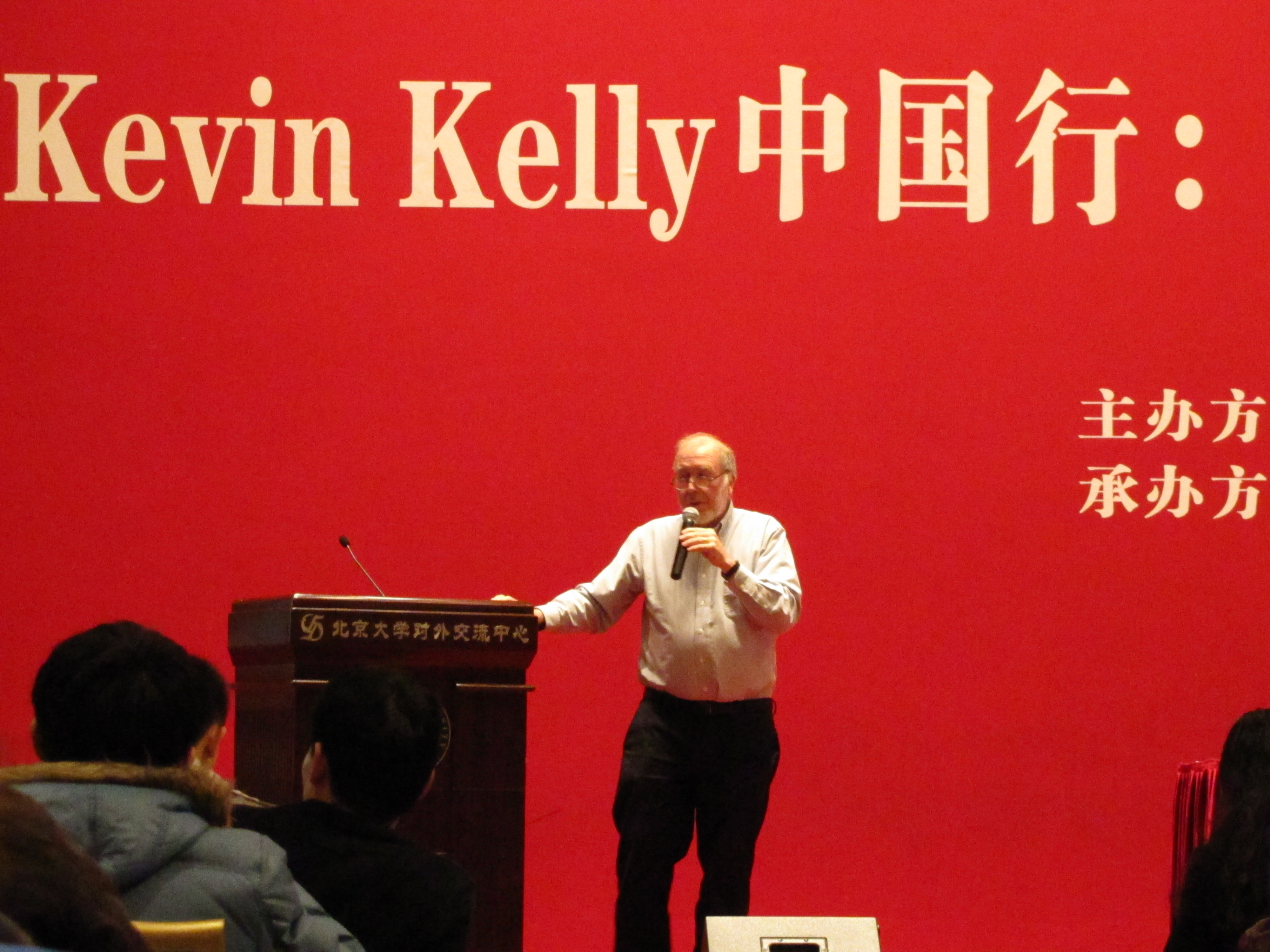
Kevin Kelly s'exprimant à l'Université de Pékin

### Livres
- Hors de contrôle : la nouvelle biologie des machines, des systèmes sociaux et du monde économique (Basic Books 1992, Fourth Estate, 1995)
- De nouvelles règles pour la nouvelle économie: 10 stratégies radicales pour un monde connecté (Penguin, 1999)
- "Section Photographes: Kevin Kelly", pp.   106-111, dans Lloyd Kahn, éditeur 2004 Home Work (Shelter Publications, 2004)
- True Films (2006)
- "Forward: 1000 True Fans", pp.   3–8, dans Be The Media, David Mathison, éditeur, (2009)
- Ce que la technologie veut (2010)
- Cool Tools (2013) - Revues d'outils collectées à partir de son blog du même nom dans un format à grande échelle similaire au catalogue Whole Earth
- L'inévitable (2016)

### Photographie et art
- Asia Grace (2002)
- Mauvais rêves (2003)
- Vélo Haiku (1995)

### Conférences
- Spéculations sur l'avenir de la science par Kevin Kelly . Conférence à Long Now Foundation, à Fort Mason à San Francisco. 10 mars 2006.
- Les cinquante prochaines années de la science par Kevin Kelly . Google TechTalk, 9 mai 2006. (47 minutes)
- Comment la technologie évolue par Kevin Kelly Discuter à la conférence TED à Monterey, Californie, février 2005. (21 minutes)
- Les 5000 prochains jours du Web par Kevin Kelly Discuter à la conférence EG 2007 à Monterey, CA, décembre 2007.
- Technium Unbound par Kevin Kelly SALT Conférence pour la Fondation Long Now. 12 novembre 2014.
- Cool Tools at XOXO par Kevin Kelly Discuter au XOXO Festival 2014, Portland, Oregon.